# Kazuhiko Nishi
Kazuhiko Nishi (西 和彦, Nishi Kazuhiko) (Kobe, 10 februari 1956) is een Japanse zakenman. Hij is bekend geworden als ontwikkelaar van de MSX-standaard voor homecomputers.

## Biografie
Nishi volgde onderwijs aan de Waseda-universiteit in Tokio waar hij robotica studeerde, maar hij brak zijn studie daar af. Hij werkte mee aan de totstandkoming van de eerste publicatie over computers in Japan, genaamd I/O. Hij was ook oprichter van ASCII Magazine, een maandelijks tijdschrift over microcomputers dat werd gepubliceerd vanaf 1977.
Nishi richtte samen met Keiichiro Tsukamoto in 1977 de ASCII Corporation op. Hun eerste product was een Japanse vertaling van het rollenspel Wizardry. Rond deze tijd ontmoette Nishi toenmalig Microsoft-directeur Bill Gates, waar hij een goede zakelijke band mee kreeg. Ook op persoonlijk vlak waren er veel overeenkomsten, zo waren Gates en Nishi beide 21 jaar oud en hadden ze hun school afgebroken om een bedrijf op te starten.
Nishi werkte samen met het Japanse bedrijf NEC aan de ontwikkeling van de PC-8001, een vroege serie van personal computers die vooral in Japan populair werd. Hij wist Microsoft te overtuigen om hun BASIC-versie in te laten bouwen. Ook was Nishi betrokken bij het ontwerp van de Kyotronic 85, een voorloper van de TRS-80.

### MSX
De goede relatie tussen ASCII en Microsoft leidde tot het ontwerp van de MSX-standaard in 1983. MSX moest het gat in de markt opvullen waarbij elke software uitwisselbaar was op een reeks homecomputers die voldeden aan de MSX-standaard. Om dit doel te bereiken werd een basis van hardware en software opgesteld. Zo kreeg elke MSX-computer een Zilog Z80-processor met minimaal 8 kB aan RAM en 32 kB aan ROM voor MSX BASIC. Fabrikanten konden extra functionaliteit bieden, zoals Yamaha deed met een ingebouwde FM-synthesizermodule in de Yamaha CX5M, maar de computers moesten volgens Nishi qua software uitwisselbaar blijven.
MSX was in de jaren tachtig vrij succesvol, voornamelijk in landen als Japan, Spanje, Frankrijk en Brazilië, maar ook in Nederland, vanwege de sterke betrokkenheid van Philips bij het project. Spectravideo was de enige fabrikant in de VS die MSX ondersteunde. Meerdere Japanse fabrikanten, waaronder Sony, Yamaha, Matsushita, Sanyo en Panasonic, gingen MSX-computers fabriceren die al na vier maanden op de markt verschenen. Microsoft leverde het BIOS en een aangepaste versie van Microsoft BASIC, die bekend werd als MSX BASIC. Door de inmenging van Microsoft werd de term MSX vaak uitgelegd als MicroSoft eXtended, maar Nishi verklaarde tijdens zijn bezoek in Nederland in 2001 dat men tijdens het ontwikkelproces Machines with Software eXchangeability (machines met uitwisselbaarheid van software) gebruikte.
In de Verenigde Staten verliep de introductie van MSX traag en werd door Microsoft nauwelijks gepromoot. MSX werd daar pas geïntroduceerd in 1985 en fabrikanten zoals Apple, IBM en Commodore maakten al plannen voor een overstap naar 16-bit architectuur.
In 1985 zag de MSX2 het daglicht, maar een 16-bit evolutie bleef uit. De basis voor de MSX2 bleef gelijk en men verhoogde de minimale systeemeisen naar 64 kB RAM en 64 kB VRAM. De grootste verbetering van MSX2 zat in de grafische chip van Yamaha (V9938) die meer kleuren en een hogere beeldresolutie kon bieden. Door de hoge prijzen en concurrentie verliep de verkoop van MSX2-computers in Europa matig. Japan deed het beter en Panasonic bleef computers fabriceren in dat land voor de MSX2+ en de in 1990 uitgebrachte MSX turbo R.
Het gebrek aan ondersteuning door Microsoft voor de MSX leidde onherroepelijk tot het einde van de standaard.

### Einde samenwerking
Gates wilde dat Nishi Microsoft-software ging promoten in Japan, maar Nishi stak zijn tijd en energie in het MSX-project en wilde meer diversifiëren op hardwaregebied. De opvattingen over welke richting men op wilde gaan leidde tot wrijving tussen Gates en Nishi. Nishi was ook geneigd impulsief belangrijke beslissingen te nemen en ongecontroleerd geld uit te geven, wat de samenwerking verslechterde.
De samenwerking tussen Microsoft en ASCII duurde tot 1986. Microsoft stelde dat Nishi het bedrijf meer dan $500.000 schuldig was en richtte daarom een eigen Japanse dochteronderneming op.
Nishi ging zich weer richten op zijn activiteiten bij ASCII. Gates en Nishi legden in 1988 hun meningsverschillen bij en besloten vrienden te blijven.

### De ondergang van ASCII
ASCII ging zich na de breuk met Microsoft op de helikopterverhuursector richten, en investeerde, net als veel andere bedrijven, in kunst en onroerend goed. Nishi had plannen om een industrieterrein voor softwarebedrijven te bouwen in Noord-Japan, voorzien van een eigen luchthaven. Het project werd uiteindelijk opgeschort.
In 1991 namen de andere twee medeoprichters van ASCII, president Akio Gunji en vicepresident Keiichiro Tsukamoto, abrupt ontslag, ogenschijnlijk uit protest tegen de snelle expansie.
Onder leiding van Nishi investeerde ASCII Corporation fors in Amerikaanse startups in de elektronica-industrie. Tegen 1992 zat ASCII Corporation zwaar in de schulden en stortte de aandelenkoers in. Op verzoek van het Ministerie van Internationale Handel en Industrie moesten de Industriële Bank van Japan en andere banken het bedrijf redden, waarna het zich wist te herstellen.
Ondanks de forse investeringen ging het bedrijf uiteindelijk failliet in 1992. Het werd overgenomen in 2004 door Kadokawa Group Holdings en in 2008 hernoemd naar ASCII Media Works.
Nishi is tevens voorzitter van de MSX Association, een organisatie die zich bezighoudt met de verdere ontwikkeling van de MSX-standaard, en hij is oprichter en voorzitter van het op audio gerichte bedrijf Digital do Main.
In 2020 werd Nishi directeur van de Suma Gakuen, een middelbare school in Kobe.

### Faillissementsprocedure
In maart 2023 was Nishi in Japan bezig met een faillissementsprocedure – een situatie die naar verluidt voortkwam uit de oninbare schulden die hij erfde na zijn vertrek bij ASCII. Op 23 april 2025 beweerde Nishi op zijn X/Twitter-account dat hij ook garant had gestaan voor de zakelijke lening van een vriend. Nishi gaf een update over de situatie en verklaarde dat de procedure inmiddels was afgerond en dat zijn schuld (naar schatting 11,5 miljard yen) was kwijtgescholden.
Volgens een oud artikel uit 1992 van The New York Times pronkte Nishi "met zijn rijkdom met een flamboyante stijl, waarbij hij zelfs per helikopter van vergadering naar vergadering rende". In datzelfde artikel wordt Nishi ook wel "de Steve Jobs van Japan" genoemd, omdat hij "meer een visionaire en charismatische verkoper [zou zijn] dan een ingenieur". Het artikel, waarin het profiel van de gevallen voormalige ASCII-zakenman Nishi wordt beschreven en hoe het faillissement plaatsvond, is geschreven door de auteur Andrew Pollack.

### Kritiek op Wikipedia
In 2006 had Nishi een verhitte discussie met andere gebruikers over de inhoud van een artikel over hemzelf. In een interview met J-CAST zei Nishi: "Het was zo ver van de waarheid, zo verknoeid, dat ik het niet meer kon verdragen", "Het was bewerkt naar goeddunken van de redacteur, en er werd gewoon onder vrienden mee gespeeld", "2channel en Wikipedia zijn hetzelfde", en "Wikipedia kopieert en plakt. Het is alsof ze leugens met leugens vermengen."
Ongeveer drie jaar later bekritiseerde Nishi Wikipedia opnieuw. Nishi zei dat "het probleem met Wikipedia en de Japanse Wikipedia is dat Wiki het achtervoegsel Pedia gebruikt en zich voordoet als een encyclopedie", "Het is als een beerput op internet, een mengeling van waarheid, leugens, onwetendheid, vooroordelen, jaloezie en ijdelheid", en "Iedereen mag Wikipedia bewerken als de inhoud van een artikel hem of haar niet bevalt. Daarom kunnen er gevechten ontstaan over de bewerking van Wikipedia, maar de redacteuren van de Japanse Wikipedia (Wikipedianen) hebben de leiding, en omdat zij willekeurig en bevooroordeeld zijn, is het de macht, niet de waarheid, die wint. Uiteindelijk, dankzij de 'oneindige macht' van anonieme mensen, kan iedereen wie de waarheid wil schrijven, het halverwege moet opgeven."

### Meijo Gakuin-incident
Op 22 juni 2019 werd Nishi benoemd tot voorzitter van de raad van bestuur van Meijo Gakuin School Corporation. Nishi, de opvolger van de voormalige voorzitter (een vrouw, destijds 61 jaar oud) die was afgetreden vanwege de verduistering van 100 miljoen yen van Myojo Gakuins geld in virtuele valuta, werd ontslagen. Vervolgens werd ontdekt dat de storting van 2,1 miljard yen voor de verkoop van grond voor Meijo Gakuin High School spoorloos was en Nishi overwoog strafrechtelijke aanklacht in te dienen tegen de voormalige voorzitter wegens schending van het vertrouwen. De raad van bestuur van Meijo Gakuin ontsloeg Nishi op 24 augustus 2019 uit zijn functie als voorzitter.
In december 2019 werd de voormalige voorzitter gearresteerd op beschuldiging van verduistering. Nishi, die op 6 december een persconferentie gaf in Osaka, wees erop dat de huidige situatie nog steeds voortduurt, aangezien de voormalige voorzitter nog steeds werkzaam is bij de schoolvereniging Myojo Gakuin.

## MSX0 & MSX3
In 2021 berichtte Nishi bezig te zijn met een MSX3-systeem. De ontwikkeling van MSX3 was het resultaat van een vijfjarig onderzoek aan de Universiteit van Tokio. Hij besloot om na zijn pensioen het project op te pakken, en het onder een non-profit organisatie op de markt te willen brengen.
Nishi maakte bekend dat de MSX3-specificaties zullen bestaan uit drie onderdelen; MSX3, MSX0 en een supercomputer. MSX3 is een 32-bit singleboardcomputer, ongeveer even groot als een Raspberry Pi, met een FPGA wat zal draaien op Linux. 
Het tweede is MSX0, een IoT-systeem, uitwisselbaar met de MSX3 en waarop 300 verschillende soorten Grove-sensoren kunnen worden aangesloten. De derde is Super Computing, dat zal bestaan uit een multikerncluster met acht ARM 64-bit modules en maximaal 128 processors.
Tot op heden is enkel de MSX0 verschenen in Japan. Een verwachte verschijningsdatum van een MSX3-systeem is nog onbekend.